# Carex luctuosa
Carex luctuosa är en halvgräsart som beskrevs av Adrien René Franchet. Carex luctuosa ingår i släktet starrar, och familjen halvgräs. Inga underarter finns listade i Catalogue of Life.